# Olympische Winterspiele 1988/Teilnehmer (Fidschi)
| Gelbes Symbol für Goldmedaillen mit stilisierten Olympischen Ringen | Graues Symbol für Silbermedaillen mit stilisierten Olympischen Ringen | Braundes Symbol für Bronzemedaillen mit stilisierten Olympischen Ringen |
| ------------------------------------------------------------------- | --------------------------------------------------------------------- | ----------------------------------------------------------------------- |
| —                                                                   | —                                                                     | —                                                                       |

Fidschi nahm an den Olympischen Winterspielen 1988 im kanadischen Calgary mit einem Athleten teil.
Es war die erste Teilnahme Fidschis an Olympischen Winterspielen.

## Skilanglauf
Herren
- Rusiate Rogoyawa
15 km klassisch: 83. Platz